# Dirk Brouwer
Dirk Brouwer (Rotterdam, 1 de setembro de 1902 — New Haven, 31 de janeiro de 1966) foi um astrônomo neerlandês naturalizado estadunidense.
Ph.D. em 1927 pela Universidade de Leiden, seguiu para a Universidade Yale. De 1941 a 1966 foi editor do Astronomical Journal.
Especilista em mecânica celeste, escreveu juntamente com Gerald Maurice Clemence o livro Methods of Celestial Mechanics.

## Prêmios
- Medalha de Ouro da Royal Astronomical Society (1955)[1]
- Medalha Bruce (1966)[2]

## Eternização
- Asteroide 1746 Brouwer
- Cratera lunar Brouwer (com o matemático Luitzen Egbertus Jan Brouwer)
- Prêmio Brouwer da Division on Dynamical Astronomy da American Astronomical Society
- Dirk Brouwer Award da American Astronautical Society

### Obituários
- AJ 71 (1966) 76 (one paragraph)
- Obs 86 (1966) 92 (one line)
- PASP 78 (1966) 104 (one line, see also )
- QJRAS 8 (1967) 84